# 균학
균학(菌學), 진균학, 균류학은 균의 연구와 관련한 생물학의 갈래이며, 유전적이고 생화학적인 특성, 이들의 분류, 인간의 균의 이용(페니실린과 같은 의학의 원천), 음식 발효(치즈, 김치 등) 등을 포함한다.

## 역사
균이 진화적으로는 식물보다 동물에 더 가까웠으나 이는 수 십 세기 전까지 인지하지 못했었기 때문에 역사적으로 균학은 식물학의 한 갈래였다. 균이 분명히 동물이 아니었으므로 린네는 균을 식물계 안으로 넣었다. 그러나 19세기 에른스트 헤켈은 균을 식물계로 분류하는 것에 의문을 제기하였고 마침내 로버트 휘태커는 1969년에 균계를 만들 것을 제안하였다.
균학의 시작은 1737년 피에르 안토니오 미켈리의 1737년 《새로운 식물의 속》(Nova plantarum genera)이라는 서적과 더불어 시작하였다. 균학(mycology)과 균학자(mycologist)라는 용어는 1836년에 버클리(M.J. Berkeley)가 처음 사용하였다.

## 개론
구체적으로는 효모나 곰팡이, 버섯 등의 기초적인 성질과 응용에 관한 학문이다. 이러한 생물은 외관상으로는 사람의 눈으로 볼 수 있지만 그 구조는 균사 등 미세한 구조 더미로 구성되어 있기 때문에 미생물로 취급된다. 따라서 미생물의 일부로 보는 시각도 있다. 역사적으로 이러한 생물은 박테리아류와 함께 식물계의 것이라고 생각했기 때문에 식물학에서 파생된 것이다. 현재는 균계는 독립계로 간주되며, 이것이 균학이 취급하는 분야이다. 덧붙여서 현재는 균류는 식물과 친화력이 멀고 오히려 동물계와 매우 가까운 것으로 간주되고 있다.
게다가 균류와 계란균류 등은 현재는 균류가 아니라고 생각된다. 그러나 오랫동안 균류로 취급되어 왔기 때문에 그 연구는 균학자의 일로 간주되어왔다. 따라서 현재에도 균학에 포함되는 경우가 많다.
초기의 학자로는 Elias Magnus Fries, Christian Hendrik Persoon, Anton de Bary, Lewis David von Schweinitz 등을 들 수 있다.
균학은 육안으로 관찰할 수 있는 버섯 연구와 현미경에서 발견된 미생물 연구가 함께 진행되어 왔다. 미생물은 세균류를 중심으로 진행되어 왔기 때문에 초기 균학은 그 영향을 매우 강하게 받는다. 미생물 연구에 필수적인 배양 기술은 효모에 파스퇴르가 시도한 것이 아주 이른 예이지만, 그때는 주로 병원성 미생물을 대상으로 연구가 진행되었다. 그러나 이를 위한 기술은 균류의 많은 곳에 응용이 가능했기 때문에 점차 연구가 진행되게 된다.

## 기초생물학
효모는 세포 수준의 생물학에서 모델 생물의 첫 번째 본보기로 간주해도 좋을 것이다. 호흡 및 효소에 대한 생화학 분야는 여기에서 시작된다. 이어 붉은빵곰팡이가 유전학 연구에서 이용되면서 유명해졌다. 그 이후에도 기초 생물학의 여러 분야는 미생물을 모델로 사용하여 왔으나, 오히려 균류보다 더 작고 단순한 미생물이다 박테리아류나 바이러스가 분자 생물학이나 유전학의 모델로 사용되는 것이 많아졌다. 그러나 이러한 생물은 원핵 세포이며 우리와 같은 진핵 세포가 아니므로 가장 다루기 쉬운 진핵 생물로 균류가 사용되는 예는 많다. 자주 사용되는 것은 신진 효모 Saccharomyces cerevisiae와 분열 효모 Schizosaccharomyces pombe이다.

## 응용과학
효모의 연구가 발효 산업의 요청으로 시작된 것처럼 이와 직접 연계된 분야는 큰 발전을 이루었다. 균류에 관해서는 발효에 관련된 것, 페니실린 시작 항생제 등의 이차 생산물의 이용 등이 실용적인 측면에서 중요하고 현재도 다양한 균류 만드는 물질을 찾는 것은 전 세계 제약 회사 등에서 이루어지고 있다. 한편, 식물에 병원성을 가지는 균이 많이 있는 것부터, 식물 병리학에서도 중요한 부분을 차지한다. 또한 큰 영향이 있는 독성을 가진 균류도 있다.

## 분류학
직접 실용성이 없는 분야에서는 아직 충분한 연구가 진행되지 않은 부분이 많은 분야이기도 하다. 분류에 관해서는 지금도 신종가 자꾸 추가되고 있다. 특히 미세 균류라고하는 작은 자실체를 만드는 자낭 균류 등 매년 점점 신종이 나온다. 또한 균류는 야외에서 발견이 어렵고, 발견 방법이 개발되면 새로운 분류군이 산과 같이 표시될 수 있다. 예를 들어 수생 불완전균은 1942년에 처음 발견되어 현재는 하나의 분야로 성장하고 있다.
한편, 분류 체계 자체의 검토도 진행되고 있다. 균류는 구조가 간단한 것이 많아, 외부 형태에 의존하는 분류는 충분한 증거를 얻을 수 없는 경우도 많다. 현재는 생화학, 분자 유전학 등의 정보를 사용할 수 있으므로, 그것들을 이용한 재검토가 이루어지고 있다.

## 생태
균류의 생태는 취급하기 어려운 분야이다. 균류는 배양을 하고 처음으로 관찰할 수 있는 경우가 많아 야외에서의 존재와 활동을 파악하는 것이 어렵기 때문이다. 그러나 그 자연계의 역할의 중요성은 분명하다. 일반적으로 균류는 많은 미생물과 함께 분해되는데 자연계의 생물 사체와 배설물의 분해를 수행하는 역할을 하는 것으로 보인다. 세부 사항을 보면 특히 식물 사체의 주성분인 리그닌과 셀룰로오스의 분해에 관해서는 균류의 작용이 큰 것으로 생각된다. 그 점에서는 생태계의 탄소 순환에서의 역할은 중요하다. 또한 균류는 다른 생물과의 공생 관계를 맺는 것이 많다. 이끼는 조류와 균류의 밀접한 공생에 의해 본보기로서의 독립 생물이 되고 있다. 또한 균근은 일부 고등 식물과 균류 만의 특수한 관계로 간주했지만, VA 균근 연구의 발전으로 대부분의 지상 식물에서 발견된다는 점과 다양한 비료 성분의 운반에도 관련이 되고 있어 그 방면의 실제에 대한 연구도 진행되고 있다.

## 참조
- Ainsworth, G. C. (1976). Introduction to the History of Mycology. Cambridge, UK: Cambridge University Press. ISBN 0-521-21013-5.

## 같이 보기
- 균계
- 임상 진균학 (en)